# 岩手県立釜石商業高等学校
岩手県立釜石商業高等学校（いわてけんりつかまいししょうぎょうこうとうがっこう）は、かつて岩手県釜石市に所在した公立の商業高等学校。
2009年（平成21年）4月に岩手県立釜石工業高等学校と統合し、岩手県立釜石商工高等学校が開校したことにともなって、釜石商業高校は閉校となった。通称釜商（かましょう）、釜石市内では商業（しょうぎょう）。（「釜商」というと、釜石市内では釜石小学校の通称である釜小（かましょう）と混同されることがある。）

## 設置学科
- 総合情報科

## 所在地
- 〒026-0001 岩手県釜石市大字平田第6地割1番地9

## 沿革
- 2009年（平成21年）3月31日 - 岩手県立釜石工業高等学校と統合し、岩手県立釜石商工高等学校が開校に伴い、閉校。

## 主な出来事
- 1969年（昭和44年）10月25日 - 当時、大学などで盛んになった学生運動の影響を受けて、生徒の一部が校舎の占拠を行った[1]。